# لن تكون بمفردك
لن تكون بمفردك هو فيلم رعب من بطولة نومي رابيس، آناماريا مارينكا وأليس إنجليرت. صدر الفيلم في 1 أبريل 2022.